# 徐國能
徐國能（1973年—），臺灣作家，出生於臺北市。父親為空軍軍官，湖南長沙人。
1989年6月，畢業於新北市辭修高中（第18屆），後考取東海大學中國語文學系，取得學士、碩士學位，再於國立臺灣師範大學取得文學博士學位。
曾經任教於淡江大學中國語文學系，現任教於國立臺灣師範大學國文學系，為國文系主任。

## 作品
2003年由聯合文學出版的散文集《第九味》是他著名的作品，另編有《海峽兩岸當代文學論集》，與甘耀明、朱天心、吳晟、簡媜、張曉風、廖玉蕙等人合著的《放學了！14個作家的妙童年》（國語日報，2012），以及散文集《煮字為藥》（九歌，2005）、《綠櫻桃》（九歌，2013）、《寫在課本留白處》 （九歌，2015）。

## 成就
其獲獎成就包括：全國優秀青年詩人獎（2000年）、中央日報文學獎新詩第三名、台北市文學獎新詩評審獎、花蓮文學獎新詩佳作、台北市公車詩文古詩新詩入選、台北市文學獎散文、聯合報文學獎散文大獎、中國時報文學獎散文第二名、教育部文獎散文第二名、台灣省文學獎散文佳作、全國學生文學獎散文，以及文建會全國大專文學獎散文首獎...等多項文學競賽獎項。
其散文《第九味》被列為2014年香港中學文憑試中文科卷一的白話文閱讀篇章。
其散文《火車和橘子》再次被列為2021年香港中學文憑試中文科卷一的白話文閱讀篇章。